# Ranunculus marschlinsii
Ranunculus marschlinsii là một loài thực vật có hoa trong họ Mao lương. Loài này được Steud. miêu tả khoa học đầu tiên năm 1841.